# Darja Lebeschawa
Darja Wjatschaslawauna Lebeschawa (belarussisch Дар’я Вячаславаўна Лебешава, englische Schreibweise Darya Lebesheva; * 6. April 1995 in Moskau, Russland) ist eine ehemalige belarussische Tennisspielerin.

## Karriere
Lebeschawa wurde am 6. April 1995 in Moskau geboren. Bereits im Alter von fünf Jahren begann sie mit dem Tennisspielen und bevorzugte Hartplätze.
Sie gewann während ihrer Karriere je zwei Einzel- und Doppeltitel auf der ITF Women’s World Tennis Tour. Bei der Sommer-Universiade 2013 gewann sie mit Palina Pechawa die Bronzemedaille im Damendoppel. Außerdem spielte Lebeschawa 2012 für die belarussische Fed-Cup-Mannschaft, wo sie das einzige Doppel verlor, das sie für die Mannschaft spielte.

## Turniersiege

### Einzel
| Nr. | Datum         | Turnier             | Kategorie   | Belag     | Finalgegnerin    | Ergebnis       |
| --- | ------------- | ------------------- | ----------- | --------- | ---------------- | -------------- |
| 1.  | 17. März 2013 | Scharm asch-Schaich | ITF $10.000 | Hartplatz | Lisanne van Riet | 6:75, 6:3, 6:0 |
| 2.  | 23. Juni 2013 | Istanbul            | ITF $10.000 | Hartplatz | Miyabi Inoue     | 7:61, 6:4      |

### Doppel
| Nr. | Datum        | Turnier | Kategorie   | Belag     | Partnerin           | Finalgegnerinnen                         | Ergebnis         |
| --- | ------------ | ------- | ----------- | --------- | ------------------- | ---------------------------------------- | ---------------- |
| 1.  | 2. Juni 2012 | Qarshi  | ITF $10.000 | Hartplatz | Jekaterina Jaschina | Albina Xabibulina Anastassija Wassyljewa | 7:65, 6:2        |
| 2.  | 18. Mai 2013 | Antalya | ITF $10.000 | Hartplatz | Olha Jantschuk      | Nozomi Fujioka Hirono Watanabe           | 3:6, 7:5, [10:8] |